# 民主湖
民主湖是重慶大學校園風景湖，位於重慶大學A區，緊靠思群廣場。中華人民共和國成立前夕，重慶大學師生自發的組織起來修建人工湖，取名“民主湖”。這是重慶大學師生獨立自主，愛民主、愛自由的具體寫照。
以下摘錄自民主湖紀念石碑文：
[] 错误：{{Lang}}：无文本（帮助）一九五零年夏，我校師生為樹立勞動觀點，倡議將校內一片梯田改造成人工湖，美化學校環境。此舉獲校務委員會和校黨部的支持，學生會組織全校學生輪流參加義務勞動，挖成湖之雛形，命名為“民主湖”。而後幾經整治，成為了學校的一大靚麗景觀。為弘揚關愛學校、熱愛勞動、建設校園之可貴精神，特刻石以志。 